# Romagaga
Romagaga Guidini  (Beberibe, 14 de junho de 1995) é uma influencer, humorista e cantora brasileira.
Notabilizou-se nacionalmente por ser uma alusão à Lady Gaga, imitando-a nos trajes e gestos, e também por fazer um vídeo em homenagem à cantora Preta Gil - momento em que viralizou com um acidente envolvendo fogo e álcool enquanto tentava criar um "efeito especial". Também é tida como a responsável pela popularização do termo "lacrar" após publicação de um vídeo em 2013.
Mais tarde, Romagaga se reconheceu enquanto travesti e já compartilhou diversas vezes sobre as suas vivências: "A gente que é travesti não tem valor nenhum pra sociedade. Eu lutei até aqui porque vocês me deram força, me deram inspiração".

## Carreira artística
Em 2010, lançou seus primeiros vídeos como uma brincadeira de dança entre amigos, porém rapidamente seu conteúdo atingiu grandes visualizações no YouTube. Fã de Lady Gaga, inspirou-se na cantora para compor seu alter ego, inclusive um de seus primeiros vídeos com repercussão no programa Pânico na TV foi uma dança de "Just Dance". Com a popularidade na internet, começou a se destacar também com bordões de humor: “estou morta na paçoca”, “congelada no nitrogênio”, “tô mais torrada que farinha”, e “to banhada no hidratante”.
Em fevereiro de 2014, Romagaga se uniu a Camilla Uckers em uma paródia intitulada "Kit Pobre", inspirada no hit "Work Bitch" de Britney Spears, sendo um sucesso com mais de 2 milhões de visualizações no Youtube. No ano seguinte, em 2015, ao lado de Cariúcha e MC Trans, gravou a série "Donas da Favela", que contou com duas temporadas ambientadas na Favela Praia de Ramos no Rio de Janeiro.  Em 2016, teve uma participação especial no programa humorístico "Ferdinando Show", durante o primeiro episódio da segunda temporada, quando se encontrou com Preta Gil.
Após atingir fama nacional com seus vídeos de humor na internet e realizar shows dublando suas paródias pelas boates do país, em 2017, Romagaga estreiou, em Fortaleza, sua turnê de comédia stand-up intitulada "Ela Lacra!" no Teatro Chico Anysio, que teve duas sessões esgotadas.
Romagaga também já investiu na área musical ao lançar inúmeros trabalhos, geralmente se inspirando no regionalismo com refrão chiclete e letras de conteúdo sensual, sendo "Toma na sapeca", lançado em 2020, seu trabalho mais conhecido e contando com mais de 1 milhão de visualizações no YouTube. 
Desde 2021, também tem investido a sua carreira de influenciadora na plataforma TikTok com a produção de vídeos, sobretudo, de conteúdo humorístico, onde atualmente conta com mais de 2.5 milhões de seguidores e mais de 27 milhões de curtidas.

## Vida pessoal
Nasceu em Beberibe, no litoral cearense, mas se mudou para Mossoró em busca de oportunidades onde viveu junto dos irmãos e concluiu os estudos. Atualmente reside na cidade de São Paulo.
Sempre declarou carinho pela artista Lady Gaga e confessou que ela foi sua fonte de inspiração: "Nasci inspirada na Gaga, quando a vi vestida de carne disse: 'quero ser essa mulher'".
Após sofrer uma série de ataques transfóbicos e ameaças de morte na internet, em 2016, cogitou desistir da vida pública de influencer enquanto divulgava um vídeo aos prantos raspando a própria cabeça: "Estou muito triste com o que está acontecendo. Segurei até aqui por amor aos meus fãs e a vocês que sempre estiveram comigo. Não tem mais como continuar. Hoje é o fim da Romagaga. Da palhaça, porque é essa a visão que as pessoas têm de mim. Estou cansada!". Contudo, a artista retornou mais tarde e desabafou sobre a transfobia sofrida ao longo dos anos: “A transfobia me fechou as portas da sociedade. Eu sofri transfobia na escola, era difícil estudar, as pessoas falavam: ‘olha o viado, olha o travesti’". 

## Polêmicas
Enquanto ainda trabalhava no SBT, em 2014, a jornalista e apresentadora Marília Gabriela perdeu a paciência com os inúmeros pedidos para entrevistar Romagaga em seu programa "De frente com Gabi": "Por favor, não faça mais isso, não peça para invadirem o meu Instagram pedindo entrevista com você. Não funciono sob pressão. Mande como todo mundo seu material para a produção do meu programa e se acharmos que vale a pena, convidamos você a dar uma entrevista, ok? Odiei o que fizeram hoje aqui!". Após a repercussão do desabafo da jornalista, Romagaga se pronunciou: "(...) não pedi que invadissem o Instagram dela, apenas ressaltei a vontade de contar a história dessa pessoa que está aqui atrás dos post. Passei por muita coisa nessa vida e apenas me fortalecerá, para quem já passou fome e sofreu muito, isso foi apenas um lanchinho, você também manifestou sua opinião e continuarei a te admirar".
Em 2017, Romagaga rompeu a amizade com MC Trans expondo a cantora numa live do Facebook - supostamente um dos motivos da briga envolveria um iPhone 7 Plus. Porém, em 2022, as duas selaram as pazes e MC Trans a convidou para participar da estreia de seu novo podcast: "há seis anos, tivemos uma grande briga na internet e, com o passar do ano, fomos entendendo que tem toda uma sociedade contra a gente querendo ver as mulheres trans brigando, em situação de polêmica, em situação de marginalização. A gente entendeu que estávamos dando para o público o que eles queriam. Sim, briga dá mais engajamento. Mas no mês da Visibilidade Trans, a gente quer mostrar que independente de diferenças, a gente tem uma luta que é a mesma. Independente de tudo que aconteceu, estou ali como profissional para entrevistar a artista Romagaga, saber sobre as histórias dela”.
Em 2020, Romagaga usou o Twitter para criticar Iggy Azalea devido ao cancelamento do clipe de "Switch": "Sério, eu só fico imaginando a cara da Iggy vendo o clipe de Me Gusta da Anitta com a Cardi B. ... Deve estar mega arrependida de ter feito a uó com a Anitta, perdeu um grande hit e Anitta segue só crescendo cada vez mais!". Entretanto, a influenciadora acabou sendo rebatida pela própria rapper australiana: "Eu na verdade assisti (o clipe) e fico feliz em vê-la crescer e alcançar seu objetivo de arrebentar no mercado americano. Eu tinha o mesmo objetivo quando vim da Austrália e adoro ver outros artistas internacionais sendo reconhecidos. É incrível. Estranho você pensar em mim".
Mais de uma vez esteve envolvida com polêmicas estéticas: em 2015, durante o processo de transição, confessou ter se submetido a uma suposta aplicação de hidrogel nos glúteos, em uma clínica no subúrbio do Rio de Janeiro, sendo inclusive tal alegação criticada por Andressa Urach: "Fiquei até assustada em saber que (...) aplicou 500 ml de hidrogel depois de tudo que aconteceu comigo. Estou chocada! Em primeiro lugar o médico que fez a aplicação deveria ser preso. Porque o produto saiu de circulação, não é mais autorizado pela Anvisa (...)" Em 2023, Roma sofreu queimaduras após se submeter a bronzeamento artificial ; já em 2024, submeteu-se ao procedimento estético de peeling de fenol e, posteriormente, relatou ter descoberto que a profissional não teria formação médica para a realização do mesmo. 
Durante os Jogos Olímpicos de Verão de 2024, Romagaga teria sido agredida por fãs franceses de Lady Gaga, em frente ao hotel onde a cantora estava hospedada, em Paris. 